# Bryan García (beisbolista)
Bryan García (19 de abril de 1995) es un beisbolista estadounidense que actualmente juega de los Detroit Tigers de la Major League Baseball (MLB).

## Carrera
García asistió a la Christopher Columbus High School en Miami, Florida, donde jugó para el equipo de béisbol de la escuela como lanzador abridor. En 2013, en su último año, tuvo un récord de victorias y derrotas de 8-1 con un promedio de carreras limpias (ERA) de 1.23. No fue seleccionado en el draft de la MLB de 2013 al salir de la escuela secundaria y se inscribió en la Universidad de Miami, donde jugó béisbol universitario para el equipo de béisbol Miami Hurricanes. En 2016, trabajando como lanzador de relevo, tuvo marca de 2-0 con efectividad de 1.89 en 38 entradas, estableció el récord de salvamentos de Miami (18) y ganó el premio NCBWA Stopper of the Year.
Los Detroit Tigers seleccionaron a García en la sexta ronda, con la selección general 175, del draft de la MLB de 2016. Firmó con los Tigres e hizo su debut profesional con los Tigres de Connecticut de la Liga Clase A-Corta Temporada Nueva York-Penn, y más tarde fue ascendido a los Whitecaps de West Michigan de la Liga Clase A del Medio Oeste; en 18.2 entradas totales entre ambos equipos, registró un récord de 0-2 y efectividad de 2.41. Comenzó el 2017 con West Michigan y ganó ascensos a los Lakeland Flying Tigers de la Clase A-Advanced Florida State League., los Erie SeaWolves de la Clase AA Eastern League, y las Toledo Mud Hens de la Clase AAA International League. En 52 juegos totales entre los cuatro equipos, García lanzó a un récord de 5-3, efectividad de 2.13 y WHIP de 1.05.
García se rompió el ligamento colateral cubital del codo en febrero de 2018 y se sometió a una cirugía de Tommy John el 15 de febrero, perdiéndose toda la temporada 2018. Pero regresó en mayo de 2019 y jugó para Lakeland, Erie y Toledo durante la temporada de ligas menores de 2019. Logró un 3-0 combinado con una efectividad de 3.05 en 41 entradas.
El 1 de septiembre de 2019, los Tigres seleccionaron el contrato de García y lo promovieron a las ligas mayores. Hizo su debut en las Grandes Ligas el 2 de septiembre contra los Mellizos de Minnesota, lanzando una entrada sin anotaciones en relevo.
García comenzó la temporada 2020 en el bullpen de los Tigres. Obtuvo su primer salvamento en Grandes Ligas el 6 de septiembre de 2020 contra los Mellizos de Minnesota. En la temporada de 2020, García lanzó en 26 partidos, registrando una efectividad de 1.66 y compilar un registro de 2-1 con 4 salvamentos y 12 ponches en 21 1 ⁄ 3 entradas.